# デニス・ワイズ
デニス・フランク・ワイズ（Dennis Frank Wise, 1966年12月16日 - ）は、イングランド・ケンジントン出身の元同国代表サッカー選手、サッカー指導者。現役時代のポジションはミッドフィールダー。
ウィンブルドンFCで頭角を表し、1988年のFAカップ優勝に貢献した。その後移籍したチェルシーではキャプテンを務め、闘争心と気迫を前面に押し出したプレーでチームを牽引。1998年と2000年にはチェルシーの年間最優秀選手に選ばれている。
小柄ながら、些細なことで激高する性格傾向があったため、時折激怒してはチームメイトに止められることもしばしばであった。

## 指導者
ミルウォールFCなどでは選手兼監督を勤めたが、2006年5月22日にスウィンドン・タウンFCの監督に就任してから7試合で6勝を記録し、監督として名声を上げる。これを評価されて同年9月20日には監督不在であったリーズ・ユナイテッドFCの監督に就任する。だが、リーズファンの多くは歴史的にチェルシーを心良く思う者が少なく、ワイズが元チェルシーの名選手である事から早速ファンの顰蹙を買う。
また当時リーズのオーナーであり、ファンから激しく批判されていたケン・ベイツとも親しい友人であった事(ベイツは元チェルシーのオーナーであり、ワイズを呼んだのがベイツ)であった事も重なり、就任当初より激しいプレッシャーに晒されながらでの就任であった。

その10月から指揮した2006-07シーズンではクラブの破産により終盤戦で勝ち点10が剥奪され、リーズの歴史上で初めてのフットボールリーグ１(3部相当)に降格。解任の声も上がったが、ベイツとの関係もあって翌シーズンも指揮を執ることが決定。
2007-08シーズンは勝ち点マイナス15ポイントからのスタートであり、ワイズ個人にも更に風当たりが強まる中での挑戦であった。
だがリーズは無敗記録を築くほどに好調を保ち、ワイズは8月と9月の最優秀監督を受賞した(この時、「賞を返すから減点を取り消せ」と冗談を仄めかした)。徐々に少なからずファンとの好感を構築できていた中、スウィンドン時代から二人三脚で歩んできたアシスタントマネージャーのグスタボ・ポジェがトッテナム・ホットスパーFCに去ってから陰りが見え、11月3日のカーライル・ユナイテッドFCに負けて無敗記録が途切れている。

2008年1月にリーズの監督を辞任、ニューカッスルのディレクターに就任。2009年4月1日にニューカッスルを去った。